# The Science Group
The Science Group fue un grupo de rock de vanguardia y jazz contemporáneo, fundado en Francia en 1997 por el baterista británico Chris Cutler y el teclista serbio Stevan Tickmayer.

## Historial
Chris Cutler conoció a Stevan Tickmayer en 1981, en Novi Sad, en la antigua Yugoslavia, mientras estaba de gira con la banda de Geoff Leigh, "Black Sheep". Cutler entró en contacto con Tickmayer de nuevo a comienzos de los años 1990, cuando el sello de Cutler, Recommended Records de Londres, comenzó a importar y distribuir algunos de los discos de Tickmayer. En 1991 Tickmayer se trasladó a Francia e invitó a Cutler a trabajar con él en varias producciones coreográficas. En 1996 Cutler sugirió a Tickmayer que compusiera un tema utilizando textos de ciencia suyos, elaborados desde 1992. Cutler remarcó más tarde, en una entrevista:

siempre me he interesado por la teoría y la práctica de las ciencias: su método, rigor, y visión. Me parece que a veces hay más poesía en la ciencia, hoy en día, que en la misma poesía, o al menos la misma; y, para la imaginación, hay conceptos en las ciencias que compiten con cualquier obra literaria contemporánea.

Las canciones de Cutler sobre la ciencia habían sido previamente grabadas por Art Bears y News from Babel, pero este fue el primer álbum totalmente realizado con ese material.
El disco comenzó a grabarse en 1997, en el Studio Midi Pyrenees, en Caudeval, Francia. Invitaron a Fred Frith (ex-Henry Cow) para que añadiera su guitarra. Claudio Puntin (del grupo Syntopia Quartet) añadió su clarinete desde Alemania, donde enviaron los ADATs de las grabaciones. una vez devueltas las cintas, Amy Denio (de la banda Tone Dogs) cantó los textos y Bob Drake (de Thinking Plague) incorporó el bajo y realizó las mezclas, realizando además overdubs de voces y guitarras. el proceso completo finalizó en 1999. A Mere Coincidence fue publicado a finales de 1999 en el sello de Cutler, Recommended Records. 
el grupo permaneció adormecido hasta 2002, cuando reapareció como cuarteto, con Cutler, Tickmayer, Drake y Mike Johnson (también de Thinking Plague) para grabar su segundo disco, Spoors. Incluía cuatro piezas instrumentales de Tickmayer, y se publicó en 2003, también en Recommended Records.
The Science Group nunca actuó en directo, a pesar de que fueron repetidamente invitados al Festival International de Musique Actuelle de Victoriaville en Canadá, donde sí actuaron, sin embargo, en diversas combinaciones de dúo.

## Estilo
The Science Group fue denominada "la banda de ensueño progresista". Su música era principalmente rock vanguardista, aunque incluía otros géneros, especialmente el jazz contemporáneo, la música clásica contemporánea, la música ambient y la música electrónica. 

## Miembros
- Chris Cutler – batería, instrumentos electrónicos, textos
- Stevan Tickmayer – teclados, samples, piano, órgano eléctrico, violín, guitarra eléctrica, contrabajo, cítara, composición musical
- Bob Drake – bajo, guitarra, percusiones, vocales
- Fred Frith – guitarras
- Claudio Puntin – clarinete, clarinete bajo
- Amy Denio – vocales
- Mike Johnson – guitarras

## Discografía
- A Mere Coincidence (1999, CD, Recommended Records, UK)
- Spoors (2003, CD, Recommended Records, UK)